# Zhou Suhong
Zhou Suhong (Suzhou, 23 aprile 1979) è un'ex pallavolista cinese.
Giocava nel ruolo di schiacciatrice e opposto.

## Carriera
La carriera di Zhou Suhong inizia all'età di undici anni, quando entra a far parte della formazione giovanile dello Zhejiang Nuzi Paiqiu Dui, con la quale gioca per quattro annate, prima di essere promossa in prima squadra nel 1994. Inizia così una lunga militanza nella squadra, che si prolunga per quindici anni; pur non vincendo alcun titolo nel 1999 viene convocata per la prima volta nella nazionale cinese, vincendo il campionato asiatico e oceaniano. Nel 2001, dopo aver vinto la medaglia d'argento al World Grand Prix, vince l'oro al campionato continentale e alla Grand Champions Cup. Un anno dopo vince nuovamente la medaglia d'argento al World Grand Prix, per poi vincere l'oro ai XIV Giochi asiatici.
Nella stagione 2002-03, nonostante un anonimo quinto posto finale, viene premiata come miglior attaccante del campionato; con la vince la medaglia d'oro a tutte le competizioni alle quali prende parte, ossia il World Grand Prix, il campionato asiatico e oceaniano e la Coppa del Mondo. Nel 2004 tocca poi il punto più alto della propria carriera, vincendo la medaglia d'oro ai Giochi della XXVIII Olimpiade di Atene.
Nel campionato 2004-05 riceve il premio di MVP nonostante il settimo posto finale della propria squadra, ma è ancora una volta con la nazionale che riesce ad arricchire il proprio palmarès: vince la medaglia di bronzo al World Grand Prix e quella d'oro al campionato asiatico e oceaniano, ricevendo il premio di miglior ricevitrice in entrambe le competizioni, poi vincere il bronzo alla Grand Champions Cup, dove viene premiata come miglior attaccante; nel 2006 vince un'altra medaglia d'oro ai XV Giochi asiatici.
Nel 2007 vince con la nazionale la medaglia d'argento sia al World Grand Prix che al campionato continentale, mentre un anno dopo vince la medaglia di bronzo ai Giochi della XXIX Olimpiade di Pechino, ricevendo anche il premio di miglior ricevitrice, oltre all'oro alla Coppa asiatica. Nella stagione 2009-10 viene ceduta in prestito al neonato Guangdong Hengda Nuzi Paiqiu Julebu, aiutando il club a centrale la promozione nel massimo campionato cinese; nel 2010 veste per l'ultima volta la maglia della nazionale ai XVI Giochi asiatici, nei quali vince la medaglia d'oro.
Nel campionato 2010-11 torna a giocare nello Zhejiang Nuzi Paiqiu Dui, classificandosi al quarto posto in campionato, per poi ritirarsi dall'attività agonistica al termine della stagione 2012-13, chiusa al terzo posto.

## Vita privata
È stata sposata con l'ex pallavolista Tang Miao, il quale è stato costretto a ritirarsi dalla pallavolo nel 2007, a causa di un terribile infortunio durante una sessione di allenamento, mentre si trovava con la squadra dello Shanghai Nanzi Paiqiu Dui a San Pietroburgo, nel quale a causa di una caduta scomposta si frattura diverse vertebre, sopravvivendo miracolosamente, ma restando paraplegico. Nel 2011 la coppia ha avviato le pratiche per il divorzio.

## Palmarès

### Nazionale (competizioni minori)
- Montreux Volley Masters 1999
- Montreux Volley Masters 2000
- Montreux Volley Masters 2002
- Giochi asiatici 2002
- Montreux Volley Masters 2003
- Montreux Volley Masters 2004
- Montreux Volley Masters 2005
- Montreux Volley Masters 2006
- Giochi asiatici 2006
- Montreux Volley Masters 2008
- Coppa asiatica 2008
- Giochi asiatici 2010

### Premi individuali
- 2003 - Volleyball League A cinese: Miglior attaccante
- 2005 - Volleyball League A cinese: MVP
- 2005 - World Grand Prix: Miglior ricevitrice
- 2005 - Campionato asiatico e oceaniano: Miglior ricevitrice
- 2005 - Grand Champions Cup: Miglior attaccante
- 2008 - Giochi della XXIX Olimpiade: Miglior ricevitrice